# Staurois
Staurois is een geslacht van kikkers uit de familie echte kikkers (Ranidae). De groep werd voor het eerst wetenschappelijk beschreven door Edward Drinker Cope in 1865. Later werd de wetenschappelijke naam Simomantis  gebruikt.
Er zijn zes soorten die voorkomen op de Filipijnen en Borneo.

## Taxonomie
Geslacht Staurois
- Soort Staurois guttatus
- Soort Staurois latopalmatus
- Soort Staurois natator
- Soort Staurois nubilis
- Soort Staurois parvus
- Soort Staurois tuberilinguis

Abavorana · 
Amnirana · 
Amolops · 
Babina · 
Chalcorana · 
Clinotarsus · 
Glandirana · 
Huia · 
Humerana · 
Hydrophylax · 
Hylarana · 
Indosylvirana · 
Lithobates · 
Meristogenys · 
Odorrana · 
Papurana · 
Pelophylax · 
Pseudorana · 
Pterorana · 
Pulchrana · 
Rana · 
Sanguirana · 
Staurois · 
Sylvirana